# Escut d'Andalusia
L'escut d'Andalusia és un dels símbols oficials d'aquesta comunitat autònoma espanyola. Consisteix en una insígnia o emblema basat en l'escut de la ciutat de Cadis. Mostra la figura d'un Hèrcules jove subjectant i domant dos lleons, entre les dues columnes d'Hèrcules que la tradició situa a l'estret de Gibraltar, amb una inscripció als peus d'una llegenda que diu: «Andalusia per si, per a Espanya i la Humanitat», sobre el fons d'una bandera andalusa. Tanca les dues columnes un arc de mig punt amb les paraules llatines «Dominator Hercules Fundator», també sobre el fons de la bandera andalusa.
El creador de l'escut d'Andalusia va ser Blas Infante, qui va prendre molts dels seus elements de l'escut de la ciutat de Cadis. En la façana de la seva casa a Coria del Río (Sevilla), la «Casa de la Alegría», es poden contemplar uns taulells amb el model original de l'escut andalús, que hi van romandre durant la Guerra Civil i el franquisme.

## Escut Nacionalista
Partits o organitzacions vinculades al nacionalisme andalús fan servir en l'escut, igual que en l'himne, un lema diferent que mostra «els pobles» on el lema oficial diu «Espanya».

## Heterodòxia heràldica
Blas Infante no qualifica l'«escut» d'Andalusia com a tal dins de l'ortodòxia heràldica, sinó com a «insígnia», sinònim de senyal o d'element logotípic. Sense ser desencertada la simbologia escollida per aquest ideòleg andalusista per representar a aquesta comunitat, malgrat l'existència de les armes gaditanes i les seves indesitjades similituds i, per tant, de la seva incapacitat com a símbol exnovo, l'Asamblea de Ronda de 1918 i les Juntas Liberalistas de 1933, que el van adoptar, no van renunciar a la definició d'Infante. La comunitat autònoma d'Andalusia és, per tant, l'única d'Espanya que no posseeix armes pròpies en sentit estricte, sinó la representació d'idees, mitjançant mobles i lemes, que han de ser classificades entre els senyals protoheràldics.